# Power Rangers: Beast Morphers
A műsor 2 évadot élt meg 44 epizóddal. 2019. március 2-től 2020. december 12-ig ment. Amerikában eredetileg a Nickelodeon vetítette, Magyar bemutató ismeretlen.
A Netflix-en is látható sajnos még Magyar szinkronosan nincs fent és nem elérhető Magyarországon.

## Szereplők

### Főszereplő (Beast Morphers csapat)
| Szerep                                        | Színész                   | Magyar hang |
| --------------------------------------------- | ------------------------- | ----------- |
| Devon Daniels / Grid Battleforce Vörös Ranger | Rorrie D. Travis          | ?           |
| Ravi Shaw / Grid Battleforce Kék Ranger       | Jazz Baduwalia            | ?           |
| Zoey Reeves / Grid Battleforce Sárga Ranger   | Jacqueline Scislowski     | ?           |
| Nate Silva / Grid Battleforce Arany Ranger    | Abraham Rodriguez         | ?           |
| Steel / Grid Battleforce Ezüst Ranger         | Jamie Linehan             | ?           |
| Steel Silva / Grid Battleforce Ezüst Ranger   | Sam Jellie (Emberi forma) | ?           |

### Mellékszereplők
| Szerep                                        | Színész             | Magyar hang |
| --------------------------------------------- | ------------------- | ----------- |
| Commander Shaw                                | Teuila Blakely      | ?           |
| Betty Burke                                   | Kristina Ho         | ?           |
| Ben Burke                                     | Cosme Flores        | ?           |
| General Burke                                 | Mark Wright         | ?           |
| Meghan                                        | Madeleine Adams     | ?           |
| Cole                                          | Pierre Beasley      | ?           |
| Grid Battleforce Technician (Joanne)          | Amber-Rose Henshall | ?           |
| Blaze                                         | Colby Strong        | ?           |
| Roxy                                          | Liana Ramirez       | ?           |
| Cruise                                        | Kelson Henderson    | ?           |
| Smash                                         | Charlie McDermott   | ?           |
| Jax                                           | Emmett Skilton      | ?           |
| Mayor Adam Daniels                            | Kevin Copeland      | ?           |
| Muriel Reeves                                 | Sia Trokenheim      | ?           |
| Regina Collins                                | Miriama Smith       | ?           |
| Bruce Silva                                   | Mel Odedra          | ?           |
| Cheryl Silva                                  | Rachel Forman       | ?           |
| Mike Reeves                                   | Billy McColl        | ?           |
| Santa Claus                                   | John Sumner         | ?           |
| Doctor K                                      | Olivia Tennet       | ?           |
| Captain Chaku                                 | Jack Buchanan       | ?           |
| Tyler Navarro / Vörös Dino Charge Ranger      | Brennan Mejia       | ?           |
| Chase Randall / Fekete Dino Charge Ranger     | James Davies        | ?           |
| Koda / Kék Dino Charge Ranger                 | Yoshi Sudarso       | ?           |
| Sir Ivan Of Zandar / Arany Dino Charge Ranger | Davi Santos         | ?           |
| Riley Griffin / Zöld Dino Charge Ranger       | Michael Taber       | ?           |
| Shelby Watkins / Rozsaszin Dino Charge Ranger | Camille Hyde        | ?           |
| Keeper                                        | Richard Simpson     | ?           |
| Jason Lee Scott / Vörös Eredeti Ranger        | Austin St. John     | ?           |

### Gonosztevők
| Szerep                  | Színész                                       | Magyar hang |
| ----------------------- | --------------------------------------------- | ----------- |
| Venjix Virus            | Andrew Laing                                  | ?           |
| Evox (1.évad)           | Randall Ewing                                 | ?           |
| Evox (2.évad)           | Randall Ewing / Kevin Copeland (Emberi Forma) | ?           |
| Venjix (2.évad)         | Andrew Laing                                  | ?           |
| Scrozzle                | Campbell Cooley                               | ?           |
| Vargoyle / Vargoyle 2.0 | Jamie Linehan                                 | ?           |
| Goldar Maximus          | Adrian Smith                                  | ?           |
| Blaze / Sötét Avatar    | Colby Strong                                  | ?           |
| Robot Blaze             | Colby Strong                                  | ?           |
| Roxy / Sötét Avatar     | Liana Ramirez                                 | ?           |
| Robot Roxy              | Liana Ramirez                                 | ?           |
| Ryjack                  | Kevin Keys                                    | ?           |
| Sledge                  | Adam Gardiner                                 | ?           |
| Snide                   | Campbell Cooley                               | ?           |
| Poisandra               | Jackie Clarke                                 | ?           |
| Fury                    | Paul Harrop                                   | ?           |
| Wrench                  | Estevez Gillespie                             | ?           |
| Curio                   | Estevez Gillespie                             | ?           |

## Magyar változat
A szinkront az ? készítette.
- Magyar szöveg:
- Vágó:
- Hangmérnök:
- Operatív vezető:
- Szinkronrendező:
- Produkciós vezető:

További magyar hangok:

## Évados áttekintés
| Évad | Évad | Részek száma | Részek száma | Eredeti sugárzás  | Eredeti sugárzás   | Eredeti adó | Magyar sugárzás | Magyar sugárzás | Magyar adó |
| Évad | Évad | Részek száma | Részek száma | Évadbemutató      | Évadzáró           | Eredeti adó | Évadbemutató    | Évadzáró        | Magyar adó |
| ---- | ---- | ------------ | ------------ | ----------------- | ------------------ | ----------- | --------------- | --------------- | ---------- |
|      | 1.   | 22           | 22           | 2019. március 2.  | 2019. december 14. | Nickelodeon | n. a.           | n. a.           | n. a.      |
|      | 2.   | 22           | 22           | 2020. február 22. | 2022. december 12. | Nickelodeon | n. a.           | n. a.           | n. a.      |

## Epizódok

#### 1. évad (26.évad 2019)
| Sor. | Év. | Cím                       | Rendező                        | Író | Premier              | Nézettség   |
| ---- | --- | ------------------------- | ------------------------------ | --- | -------------------- | ----------- |
| 876. | 1.  | "Beasts Unleashed"        | Simon Bennett and Yuji Noguchi | Chip Lynn | 2019. március 2.     | 0,73 millió |
| 877. | 2.  | "Evox’s Revenge"          | Simon Bennett                  | Írta: Becca Barnes & Alwyn Dale Történet: Johnny Hartmann                                                    | 2019. március 9.     | 0,61 millió |
| 878. | 3.  | "End of the Road"         | Oliver Driver                  | Írta: Becca Barnes & Alwyn Dale Történet: Patrick Rieger                                                     | 2019. március 16.    | 0,74 millió |
| 879. | 4.  | "Digital Deception"       | Oliver Driver                  | Történet: Becca Barnes & Alwyn Dale Tévéjáték: Denise Downer                                                 | 2019. március 30.    | 0,71 millió |
| 880. | 5.  | "Taking Care of Business" | Oliver Driver                  | Alwyn Dale & Becca Barnes                                                                                    | 2019. április 6.     | 0,59 millió |
| 881. | 6.  | "Hangar Heist"            | Riccardo Pellizzeri            | Becca Barnes & Alwyn Dale                                                                                    | 2019. április 13.    | 0,58 millió |
| 882. | 7.  | "A Friend Indeed"         | Oliver Driver                  | Chip Lynn | 2019. április 20.    | 0,57 millió |
| 883. | 8.  | "The Cybergate Opens"     | Riccardo Pellizzeri            | Becca Barnes & Alwyn Dale                                                                                    | 2019. április 27.    | 0,61 millió |
| 884. | 9.  | "Silver Sacrifice"        | Riccardo Pellizzeri            | Alwyn Dale & Becca Barnes                                                                                    | 2019. szeptember 14. | 0,58 millió |
| 885. | 10. | Thrills And Drills"       | Oliver Driver                  | Becca Barnes & Alwyn Dale                                                                                    | 2019. szeptember 21. | 0,61 millió |
| 886. | 11. | "Tools of the Betrayed"   | Oliver Driver                  | Történet: Alwyn Dale & Becca Barnes Tévéjáték: Johnny Hartmann                                               | 2019. szeptember 28. | 0,55 millió |
| 887. | 12. | "Real Steel"              | Riccardo Pellizzeri            | Chip Lynn | 2019. október 5.     | 0,50 millió |
| 888. | 13. | "Tuba Triumph"            | Riccardo Pellizzeri            | Történet: Alwyn Dale & Becca Barnes Tévéjáték: Johnny Hartmann                                               | 2019. október 12.    | 0,54 millió |
| 889. | 14. | "Hypnotic Halloween"      | Oliver Driver                  | Történet: Maiya Thompson, Becca Barnes & Alwyn Dale Tévéjáték: Maiya Thompson, James Collins & Cameron Dixon | 2019. október 19.    | 0,53 millió |
| 890. | 15. | "Sound and Fury"          | Riccardo Pellizzeri            | Becca Barnes & Alwyn Dale                                                                                    | 2019. október 26.    | 0,46 millió |
| 891. | 16. | "Seeing Red"              | Oliver Driver                  | Alwyn Dale & Becca Barnes                                                                                    | 2019. november 2.    | 0,63 millió |
| 892. | 17. | "Gorilla Art"             | Oliver Driver                  | Történet: Alwyn Dale & Becca Barnes Tévéjáték: Johnny Hartmann                                               | 2019. november 9.    | 0,52 millió |
| 893. | 18. | "Ranger Reveal"           | Oliver Driver                  | Írta: Becca Barnes & Alwyn Dale Történet: Denise Downer                                                      | 2019. november 16.   | 0,49 millió |
| 894. | 19. | "Rewriting History"       | Simon Bennett                  | Történet: Alwyn Dale & Becca Barnes Tévéjáték: Johnny Hartmann                                               | 2019. november 23.   | 0,50 millió |
| 895. | 20. | "Target: Tower"           | Simon Bennett                  | Írta: Becca Barnes & Alwyn Dale Történet: Johnny Hartmann                                                    | 2019. november 30.   | 0,49 millió |
| 896. | 21. | "Evox: Upgraded"          | Simon Bennett                  | Írta: Becca Barnes & Alwyn Dale Történet: Johnny Hartmann                                                    | 2019. december 7.    | 0,47 millió |
| 897. | 22. | "Scrozzle's Revenge"      | Oliver Driver                  | Történet: Alwyn Dale & Becca Barnes Tévéjáték: James Collins, Cameron Dixon & Maiya Thompson                 | 2019. december 14.   | 0,45 millió |

#### 2. évad (27.évad 2020)
| Sor. | Év. | Cím                       | Rendező       | Író                                                                                          | Premier              | Nézettség   |
| ---- | --- | ------------------------- | ------------- | -------------------------------------------------------------------------------------------- | -------------------- | ----------- |
| 898. | 1.  | "Believe It or Not"       | Oliver Driver | Becca Barnes & Alwyn Dale                                                                    | 2020. február 22.    | 0,39 millió |
| 899. | 2.  | "Save Our Shores"         | Simon Bennett | Alwyn Dale & Becca Barnes                                                                    | 2020. február 29.    | 0,46 millió |
| 900. | 3.  | "Game On!"                | Oliver Driver | Történet: Becca Barnes & Alwyn Dale Tévéjáték: Johnny Hartmann                               | 2020. március 7.     | 0,46 millió |
| 901. | 4.  | "Artist Anonymous"        | Simon Bennett | Írta: Alwyn Dale & Becca Barnes Történet: Johnny Hartmann                                    | 2020. március 14.    | 0,50 millió |
| 902. | 5.  | "Cruisin' for a Bruisin'" | Simon Bennett | Írta: Becca Barnes & Alwyn Dale Történet: Denise Downer                                      | 2020. március 28.    | 0,34 millió |
| 903. | 6.  | "The Blame Game"          | Oliver Driver | Történet: Alwyn Dale & Becca Barnes Tévéjáték: Johnny Hartmann                               | 2020. április 4.     | 0,40 millió |
| 904. | 7.  | "Beast King Rampage"      | Oliver Driver | Történet: Becca Barnes & Alwyn Dale Tévéjáték: Tom Furniss                                   | 2020. április 11.    | 0,37 millió |
| 905. | 8.  | "Boxed In"                | Oliver Driver | Történet: Becca Barnes & Alwyn Dale Tévéjáték: Cameron Dixon, Maiya Thompson & James Collins | 2020. április 18.    | 0,42 millió |
| 906. | 9.  | "Secret Struggle"         | Oliver Driver | Történet: Alwyn Dale & Becca Barnes Tévéjáték: Johnny Hartmann                               | 2020. április 25.    | 0,41 millió |
| 907. | 10. | "The Evox Snare"          | Simon Bennett | Történet: Becca Barnes, Alwyn Dale & Chip Lynn Tévéjáték: Chip Lynn                          | 2020. szeptember 19. | 0,30 millió |
| 908. | 11. | "Intruder Alert!"         | Simon Bennett | Történet: Alwyn Dale & Becca Barnes Tévéjáték: Johnny Hartmann                               | 2020. szeptember 26. | 0,33 millió |
| 909. | 12. | "The Greater Good"        | Simon Bennett | Történet: Becca Barnes & Alwyn Dale Tévéjáték: Johnny Hartmann                               | 2020. október 3.     | 0,28 millió |
| 910. | 13. | "Finders Keepers"         | Oliver Driver | Írta: Alwyn Dale & Becca Barnes Történet: Denise Downer                                      | 2020. október 10.    | 0,32 millió |
| 911. | 14. | "Making Bad"              | Simon Bennett | Történet: Alwyn Dale & Becca Barnes Tévéjáték: Maiya Thompson, James Collins & Cameron Dixon | 2020. október 17.    | 0,49 millió |
| 912. | 15. | "Grid Connection"         | Oliver Driver | Történet: Becca Barnes, Alwyn Dale & Chip Lynn Tévéjáték: Chip Lynn                          | 2020. október 24.    | 0,31 millió |
| 913. | 16. | "Golden Opportunity"      | Oliver Driver | Történet: Becca Barnes & Alwyn Dale Tévéjáték: Johnny Hartmann                               | 2020. október 31.    | 0,26 millió |
| 914. | 17. | "Goin' Ape"               | Oliver Driver | Történet: Becca Barnes & Alwyn Dale Tévéjáték: Johnny Hartmann                               | 2020. november 7.    | 0,28 millió |
| 915. | 18. | "The Silva Switch"        | Oliver Driver | Alwyn Dale & Becca Barnes                                                                    | 2020. november 14.   | 0,30 millió |
| 916. | 19. | "Fossil Frenzy"           | Oliver Driver | Becca Barnes & Alwyn Dale                                                                    | 2020. november 21.   | 0,26 millió |
| 917. | 20. | "Crunch Time"             | Simon Bennett | Történet: Becca Barnes & Alwyn Dale Tévéjáték: Johnny Hartmann                               | 2020. november 28.   | 0,23 millió |
| 918. | 21. | "Source Code"             | Simon Bennett | Történet: Alwyn Dale & Becca Barnes Tévéjáték: Chip Lynn                                     | 2020. december 5.    | 0,25 millió |
| 919. | 22. | "Evox Unleashed"          | Simon Bennett | Írta: Alwyn Dale & Becca Barnes Történet: Johnny Hartmann                                    | 2020. december 12.   | 0,19 millió |